# Ernesto Mezzabotta
Ernesto Mezzabotta (Foligno, 1852 – Roma, 15 luglio 1901) è stato un giornalista e scrittore italiano.

## Biografia
Autore di diversi romanzi d'appendice, a lui è altresì attribuita la biografia romanzata Mastro Titta, il boia di Roma: memorie di un carnefice scritte da lui stesso.
Lavorò alla Biblioteca nazionale centrale di Roma, collaborò con diverse testate giornalistiche (Il Bersagliere, poi con Capitan Fracassa e Il Fanfulla, in seguito con Il Messaggero, Il Corriere, La Domenica letteraria, La Ribalta, Italia coloniale e Tito Vezio) e scrisse diversi romanzi di carattere storico-religioso.